# 彼得·納瓦羅
彼得·納瓦羅（Peter Navarro，1949年7月15日—）是一名美国经济学家，現任美國總統顧問，曾任白宮貿易與製造業政策辦公室主任、白宮國家貿易委員會主任以及《國防生產法》政策協調員。他是加利福尼亚大学尔湾分校保罗梅拉吉商学院经济学和公共政策退休教授。他出版了数十部书籍，包括《致命中国》。他也在同行评议学术杂志上发表了多篇关于能源政策、慈善机构、垃圾的回收和经济因素的经济学研究论文。
納瓦羅的观点处于主流经济学之外，被普遍看成非主流经济学家。他强烈要求降低美国贸易逆差，经常批评德国和中国进行货币操控。他要求扩大美国制造业规模、建立高关税、全球供应链回流。他强烈反对北美自由贸易协定和跨太平洋伙伴关系协定。他与美国商务部长威尔伯·罗斯共同为川普的竞选和任职期间建立基础设施开发计划。

## 早年生平
納瓦羅於1949年7月15日出生在美國馬薩諸塞州的劍橋市。父親Alfred Navarro是一名薩克斯手和單簧管演奏家，母親Evelyn Littlejohn在一家百貨公司擔任秘書。在他9歲時，父母離異，他與哥哥跟隨母親先後在佛羅里達州棕櫚灘、馬裡蘭州貝塞斯達生活長大。

## 教育背景
納瓦羅在塔夫茨大學取得學士和碩士學位，並在哈佛大學取得博士學位。在開始教學工作前，曾任和平工作團的成員和在華盛頓特區擔任能源和公共政策顧問。後來擔任爾灣加利福尼亞大學保羅·梅拉吉商學院的教授。

## 政治生涯
納瓦羅曾是一名民主黨人，曾三次爭取進入加州圣地亚哥市政厅。1992年，竞选市长败于共和党人苏珊·戈尔丁。1996年，代表民主党竞选第49国会选区议员席位，再次败给了共和党人布赖恩·比尔布雷。2001年，纳瓦罗竞选圣地亚哥市政厅第六席位的特别选举，又在初选中失败。
2016年，纳瓦罗担任唐納·川普选举团队的政策顾问；12月21日，他被候任總統唐納德·川普提名為整合美國國家安全會議（NSC）、國家經濟會議（NEC）及國內政策會議（Domestic Policy Council）而新設立的白宮國家貿易委員會主任。
2017年4月，白宮國家貿易委員會的業務大致併入白宮貿易與製造業政策辦公室，亦由納瓦羅擔任該辦公室主任。2018年6月28日，納瓦羅在華盛頓智庫哈德遜研究所發表演講，主要是介紹OTMP辦公室發布的一份有關中國對美國經濟與國家安全造成損害的六大策略及50多種行為、政策與作法的圖表。
2021年1月21日，中華人民共和國外交部宣布對28名美國人及其親屬實施制裁，納瓦羅是其中1人。
2023年9月7日，纳瓦罗因未能按照传票配合1月6日国会袭击事件委员会的询问，被裁定犯有藐视国会罪；2024年1月25日，判處四個月有期徒刑，同年3月19日至7月17日入獄服刑。

## 政治派別
納瓦羅的政治派別和政策立場被《經濟學人》週刊描述為「爭議激烈，跨度很大」。他曾註冊過民主黨人、獨立黨人、共和黨人以及無黨派人士。他加入首屆川普政府之後一段時間仍被認為是民主黨人；至2018年2月，納瓦羅重新登記為共和黨人。

## 理論觀點

### 特殊利益集團對美國工人利益的損害
納瓦羅的經濟觀點具有平民主義的視角，他在1984年出版的《政策遊戲：特殊利益集團和思想家如何竊取美國》一書中論述了特殊利益集團將美國引向了「其歷史上無法增長和繁榮的地步」。在書中，他還呼籲加大對工人的補償，以幫助那些因貿易和外國競爭而失去工作的人。

### 保護美國利益反對多邊自由貿易協定
納瓦羅旗幟鮮明地反對跨太平洋夥伴關係（TPP），他在2015年4月的一篇專欄文章中說：「為了吸引我們，他們的代言人吹噓TPP將刺激美國出口，以刺激急需的經濟增長。事實上，美國經濟將嚴重受損。這是因為TPP將打擊經濟增長的兩大驅動力——國內投資和淨出口。」納瓦羅也反對北美自由貿易協定（NAFTA），認為應啟動雙邊貿易談判，達成更有利於美國的協議。

### 中美不公平貿易問題和來自中國的威脅
納瓦羅曾撰寫了多部與中國有關的書籍，形成了一套有別於主流經濟學派的中美關係理論。在2006年出版的《即將到來的中國戰爭》一書中，納瓦羅研究了中國作為一個新興的世界大國，在國際商業中的作用如何與世界各國在能源、自然資源、環境、知識產權和其他問題上產生衝突。在2008年出版的《行走的赤龍：新興的中國經濟及其對世界的影響》一書中，納瓦羅分析了中國作為世界工廠向全世界提供廉價商品可能對地球的健康和安全產生的可怕後果，並提到價格競爭、產業鏈轉移、環境污染的等問題以及可能對美國政治獨立和金融市場產生的重大影響。2011年出版的《致命中國》是納瓦羅最有影響力的一本書，他在書中指責中國政府通過操控貨幣和大幅補貼，向美國市場傾銷質量低劣、價格便宜的商品，從而衝垮了美國的製造業和中產階級，直接造成了美國的空心化和一系列社會問題。並批評中國強迫美國公司交出知識產權作為進入中國市場的條件，憑藉「更自由地污染環境，遠低於美國的雇傭工人條件」獲得低成本優勢，違反了公平貿易原則，使美國公司「幾乎不可能」參與競爭，因為他們不是在與中國公司競爭，而是在與中國政府競爭"。除了經濟影響力，納瓦羅還在2015年出版的《臥虎：中國軍國主義對世界意味著什麼》一書中談到中國的意識形態和軍事威脅。認為世界需要共同努力，防止他們欺負鄰國，阻止類似“孔子學院”這樣的組織影響和傳播宣傳。

## 相關評價
納瓦羅的觀點在全球化的背景下顯得特立獨行，使其獲得眾多支持者，但也遭到了主流媒體、經濟學家的批評。

### 支持方
川普對納瓦羅的賞識源自《致命中國》一書，川普這樣評價此書：“《致命中國》一針見血。它用事實、數字和洞察力描述了我們同中國的問題。”2016年，川普邀請納瓦羅參與其競選團隊，川普競選中發表的許多關於重振美國製造業和對華貿易的很多觀點可以在該書中找到依據。《華盛頓郵報》2019年的一篇報道中提到川普對納瓦羅的信任，引用了川普遇到棘手的中國問題時常說的一句口頭禪就是“Where is my peter”。
前白宮首席顧問師、“平民主義”運動發起者斯蒂芬·班農在主張對中國強硬和倡導平民主義上與納瓦羅立場一致。2019年12月，納瓦羅應邀與班農在其主持的政論節目《戰情室》中對談，重申在接受福克斯採訪時說到的中國「七宗罪」 （页面存档备份，存于）即七大致命結構性犯罪。包括：國家組織網絡駭客入侵，知識產權剽竊，強制技術轉讓，國家補貼造成不公平競爭，惡意傾銷，貨幣操縱，大量非法芬太尼輸入。
另一位川普2016年大選顧問，美国传统基金会經濟學家斯蒂芬·摩爾(Stephen Moore)說，“儘管共和黨自由貿易派對納瓦羅做出了各種批評，但他仍是多年前首先敲響中國警鐘的人之一”,“現在我認為，包括我自己在內，更多人認為中國的貿易政策確實是掠奪性的，並且對經濟有害。”

### 批評方
《紐約客》記者形容納瓦羅關於貿易和中國的觀點“非常激進”。《經濟學人》週刊文章認為雖然納瓦羅的一些關於中國的指控不存在爭議，但主張提高關稅的應對之策很"奇葩"。喬治-梅森大學經濟學家泰勒·考恩稱納瓦羅是 "過去幾十年中最多才多藝、最有成效的美國經濟學家之一"，但考恩指出，他不同意納瓦羅關於貿易的觀點，他稱這些觀點 "違背了強烈的專業共識。"密歇根大學經濟學家賈斯汀·沃爾夫斯將納瓦羅的觀點描述為 "遠在主流之外"，卡内基·梅隆大学經濟學教授、彼得森國際經濟研究所的貿易專家李·布蘭斯泰特認為納瓦羅 "從來就不是曾經研究全球自由貿易體系的經濟學家群體中的一員”，彼得森國際經濟研究所的經濟學家馬庫斯·諾蘭德（Marcus Noland）將納瓦羅和威尔伯·罗斯為川普撰寫的一篇稅收和貿易論文描述為 "他們對國際貿易的完全誤解"。

### 爭議
「洛恩·瓦拉（Ron Vara）風波」——納瓦羅在他的關於中國的書中，引用了一個叫「洛恩·瓦拉」的經濟學家的分析和觀點，但被媒體爆出是一個虛構人物。中國官方緊緊抓住了這一時機，言辭激烈地攻擊納瓦羅。中國外交部發言人華春瑩說：“編造並兜售謊言，甚至以謊言為依據來制定政策，不僅是荒謬的，而且是極其危險的”。但根據美國之音的報道，納瓦羅並沒有故意將那個虛構人物當作真實存在的人物“兜售”給讀者，並以其2001年的出版的《如果巴西下雨，就購買星巴克股票》為例，在一開始納瓦羅寫到“讓我來告訴你在非常真實的環境下，幾個虛構的微型投資者的例子來闡述我的觀點。”此後納瓦羅介紹了喜歡下棋和買賣股票的羅伯特·費舍爾（Robert Fisher），並特別提到這是個虛構的人物。之後他首次提到洛恩·瓦拉時，雖然沒有強調人物的虛構，但為了與真實人物區分，納瓦羅在介紹每個虛構人物時，都特別用了斜體字，包括對瓦拉的介紹。但這仍使納瓦羅陷入了很大的爭議。
2020年12月，納瓦羅發表36頁長的《完美詐騙：選舉舞弊的6大關鍵層面》（The Immaculate Deception: Six Key Dimensions of Election Irregularities），列出其所宣稱的2020年美國總統選舉6個關鍵州的選舉違規情況。

## 決策實踐

### 對中貿易政策
納瓦羅是川普團隊中支持動用關稅手段對中國施壓的堅定派。他認為“中國長期以來一直承諾改變其行為，卻未能做到，關稅是迫使北京做出改變的最有效辦法”。在其影響下，2018年起，川普宣佈對價值340億美元的中國商品初征25%的關稅，之後升級為對價值3600億美元的商品徵稅，並威脅要對幾乎所有中國商品徵稅。直至2020年初，中美貿易談判達成第一階段的貿易協定，以降低部分現有關稅，並解除額外徵收的關稅換取中國承諾大量進口，包括農產品在內的美國商品與服務總額為2000億美元。儘管納瓦羅推動的所有重大結構性改革幾乎都沒有被包括在內，但川普表示會在未來階段的談判中得到解決，並採納納瓦羅的建議，致使許多關稅仍保持不變。

### 填補貿易漏洞
2019年9月，為打擊中國利用國際郵資更便宜地將產品運入美國，納瓦羅成功推動萬國郵政聯盟達成一項協議，同意成員國可以選擇從2020年7月開始自行申報郵資。此外納瓦羅還與國土安全部合作，發起對來自海外的假冒和盜版電商商品的打擊，並推動了政府在此事上的行動，川普於2020年1月31日簽署了關於此事的行政命令。自2017年川普宣佈退出“跨太平洋夥伴關係”協定後，2020年達成的美墨加協定(USMCA)宣佈取代26年之久的北美自由貿易協定(NAFTA)，從而使納瓦羅反對多邊自由貿易協定的想法在川普任期內得到實現。

### 應對新冠疫情
2020年1月29日，納瓦羅發佈備忘錄，警告新型冠狀病毒可能 "演變為全面的大流行，危及數百萬美國人的生命"，並主張限制來自中國的旅行。不久，川普採納了該建議，在WHO剛宣佈新冠疫情上升為突發公共衛生事件，但不建議停航的公告後，仍堅持頒佈了對來自中國的航班禁入美國的行政令。2020年3月，納瓦羅被川普任命負責協調聯邦政府在冠狀病毒大流行期間的《國防生產法》政策應對工作，他談到自己的角色時說：“我正在供應鏈上工作，以確保一線美國人擁有他們所需的個人防護設備和藥品，我們將不得不將這些供應鏈帶回美國。”在這一職位上，納瓦羅批評中國隱瞞疫情放任病毒擴散導致全球大流行，認為中國在全球市場回購了數量驚人的口罩和衛生防疫物資造成了各國物資短缺，並販賣劣質的防禦設備和物質，從中牟取暴利。納瓦羅在接受福克斯電視節目採訪時更直言中共疫情謊言所帶來的影響，可能要比“有或沒有貿易協議”所帶來的問題更大。。

## 家庭成員
纳瓦罗的妻子是莱斯利·利本（出生于1961年3月6日），他们居住于加州拉古纳海滩。夫婦育有1兒Paolo Navarro，1女Chiara Navarro。

## 發表作品
- 《警告令：中國為衝突作準備，以及為什麼我們必須這樣做》（Warning Order: China Prepares for Conflict, and Why We Must Do the Same），與弗雷德·弗利茨（Fred Fleitz）、參議員吉姆·塔倫特（Sen. Jim Talent）、章家敦（Gordon G. Chang）等人共同撰寫。CreateSpace Independent Publishing Platform, 2016。

- 《臥虎：中國軍國主義對世界意味著什麼》（Crouching Tiger: What China's Militarism Means for the World ），Amherst: Prometheus Books 2015.。本書中文版由光現出版社譯為《美、中開戰的起點： 既有的強權，應該如何對面崛起中的強權？川普時代的美國，應該對中國採取什麼樣的態度？中國與美國，是否終需一戰？》[57]
- 《致命中國：對抗赤龍-一個對全球行動的呼籲》（Death by China: Confronting the Dragon – A Global Call to Action）, 葛瑞格·奧特瑞（安一鳴，Greg Autry）共同編著, New Jersey: Prentice Hall 2011。。 2012年，纳瓦罗根据此书执导的同名纪录片播出。
- 《毀滅的種子：為什麼經濟毀滅之路貫穿了華盛頓，以及如何恢復美國的繁榮。》(Seeds of Destruction: Why the Path to Economic Ruin Runs Through Washington, and How to Reclaim American Prosperity) ，與前白宮首席經濟學家格蘭• 哈伯特（Glenn Hubbard）共同編著，New Jersey: Financial Times press 2010。
- 《永遠的贏家：在經濟不景氣的情況下尋找妳的競爭優勢》（Always a Winner: Finding Your Competitive Advantage in an Up and Down Economy），New Jersey: John Wiley & Sons 2009。
- 《醒龍：新興的中國經濟及其對世界的影響》（Waking Dragon : The Emerging Chinese Economy and its Impact on the World），Maryland: Recorded Books 2007。
- 《適時的戰略：為獲得競爭優勢而執行的業務週期管理》（The Well-Timed Strategy: Managing the Business Cycle for Competitive Advantage），New Jersey: Financial Times press 2006。
- 《即將到來的中國戰爭：它們將在哪裡作戰以及如何獲勝》（The Coming China Wars: Where They Will Be Fought and How They Can Be Won），New Jersey: Financial Times press 2006。
- 《最優秀的工商管理碩士生知道什麼：如何運用在最好的商學院中教授的最偉大的想法》（What the Best MBAs Know: How to Apply the Greatest Ideas Taught in the Best Business Schools），New York: McGraw-Hill Education 2005。
- 《經濟學原理：商業，銀行，金融和您的日常生活》（Principles of Economics: Business, Banking, Finance, and Your Everyday Life），Maryland: Recorded Books 2005。
- 《金錢遊戲-理解經濟學原理》（The Money Game Understanding the Principles of Economics ），New York: Barnes & Noble Publishing 2005。
- 《投資重點：股市變化的方式，時間以及原因》（Big Picture Investing: How, When, and Why the Stock Market Moves），New York: Barnes & Noble Publishing 2004。
- 《當市場動盪時，您準備好了嗎？》（When the Market Moves, Will You Be Ready?），New York: McGraw-Hill Professional 2003。
- 《如果巴西下雨了，請購買星巴克股票：從新聞和其他市場活動中獲利的投資者指南》（If It's Raining in Brazil, Buy Starbucks: The Investor`s Guide to Profiting from News and Other Market-Moving Events），New York: McGraw-Hill 2001。
- 《比爾·克林頓的美國議程：它會使您變得富有還是貧窮》（Bill Clinton's Agenda for America: Will It Make You Rich or Poor），Chicago: Williams Publishing 1993。
- 《克林頓/戈爾領導下的工作機會：大筆薪水將從何而來》（Job Opportunities Under Clinton-Gore: Where Will the Big Paychecks Come From），與克雷格·亞當斯（Craig Adams）共同編寫，Chicago: Williams Publishing 1993。
- 《政策遊戲：特殊利益集團和理論家是如何偷盜美國的》（The Policy Game: : How Special Interests and Ideologues Are Stealing America），New York:  Free Press 1984。
- 《美國的黯淡：電力效用管理的實際成本》（The Dimming of America: The Real Costs of Electric Utility Regulation），Pensacola: Ballinger Publishing 1984。